# The Girl and the Reporter
The Girl and the Reporter è un cortometraggio muto del 1915 diretto da Tom Santschi. Basato su un soggetto di A.B. Himes, il film - prodotto dalla Selig Polyscope Company - aveva come interpreti Tom Santschi, Edith Johnson, Roland Sharp, Leo Pierson, Lafayette McKee, Sid Smith.

## Trama
Cucciolo di redazione, Billie Benton viene incaricato di intervistare Violet Reynolds, una giovane molto in vista dell'alta società che si dedica a opere di beneficenza. Ma il ragazzo torna al giornale con le pive nel sacco, non avendo ottenuto l'intervista. Ned Pelton, vecchio volpone della carta stampata, gli spiegherà adesso come fare per riuscire nell'intento. Mentre Billie insiste con una sempre più irritata Violet, Ned - fingendo di non conoscere il giovane reporter - lo rimprovera per avere infastidito la signorina che, nel quartiere, si sta occupando dei suoi poveri. Entrato in questo modo nelle sue grazie, Ned accompagna Violet nel suo giro di assistenza: quando lei però gli chiede un foglietto per segnare un indirizzo, lui, sconsideratamente, lo consegna il proprio biglietto da visita da cui appare chiara la sua professione. Indignata, Violet manda via anche lui, rifiutandosi di rivederlo. Ned rivede invece Pete Davis, uno degli assistiti di Violet, a cui offre un lavoro al giornale. Intanto Violet ha passato, insieme a sua madre, l'estate in Europa. Al suo ritorno, Ned e Pete decidono di rivederla ma scoprono che la ragazza è stata rapita da Huri Singh, un orientale che si è infatuato di lei. I due, con l'aiuto della polizia, scoprono il luogo dov'è tenuta prigioniera Violet ma, nello scontro, Pete resta gravemente ferito.  L'avventura, pronubo Pete ormai in via di guarigione, si conclude con un matrimonio: quello tra Ned Pelton e la ricca signorina Violet Reynolds. I due, con l'aiuto della polizia, scoprono il luogo dov'è tenuta prigioniera Violet ma, nello scontro, Pete resta gravemente ferito. L'avventura, pronubo Pete ormai in via di guarigione, si conclude con un matrimonio: quello tra Ned Pelton e la ricca signorina Violet Reynolds.

## Produzione
Il film fu prodotto dalla Selig Polyscope Company.

## Distribuzione
Distribuito dalla General Film Company, il film - un cortometraggio in due bobine - uscì nelle sale cinematografiche statunitensi il 28 giugno 1915.